# Братское слово
«Бра́тское сло́во» — журнал, издававшийся в Российской империи на русском языке.
Журнал «Братское слово» был посвящён изучению церковного раскола и разрешён к изданию указом Святейшего Правительствующего Синода Русской православной церкви Совету братства святого Петра Митрополита в городе Москве; выпускался под редакцией секретаря Братства Николая Ивановича Субботина.

## История
Данное печатное периодическое издание выходило с 1875 по 1876 год четыре раза в год; в 1876 году выпуск «Братского слова» временно прекратился. Семь лет спустя, в 1883 году, выпуск издания возобновился с периодичностью два номера в месяц (кроме июня и июля). Редактором журнала по-прежнему оставался Н. И. Субботин.
Помимо изучения церковного раскола, издатели ставили себе целью и борьбу с ним. Таким образом, в «Братском слове» помещались произведения и расколоучителей (например: Ф. М. Ковалёва), и православных ратоборцев. Имея в виду постоянно прошлое раскола, журнал вёл и летопись раскола XIX века.

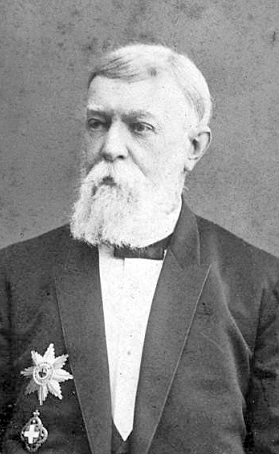
Н. И. Субботин

Самым деятельным сотрудником после Н. И. Субботина является председатель братства архимандрит Павел (Леднев); также в журнале публиковались Е. А. Антонов, Н. М. Миловский, Е. Г. Перевощиков, А. Е. Шашин, М. Е. Шустов и другие миссионеры.
При «Братском слове» издавались «Материалы для истории раскола за первое время его существования», которые будущий академик Украинской академии наук Н. П. Василенко охарактеризовал как «в высшей степени ценные сборники».
К концу 1890-х годов значение журнала упало, что было связано с увеличением числа публикаций о старообрядчестве в других изданиях, часто полемизировавших с «Братским словом». И журнал, прервал своё существование в 1899 году. Позднее русским священником и религиозным публицистом H. A. Колосовым был составлен «Указатель» за 15 лет существования «Братского слова» (1875, 1876, 1883—1895).
Но с активизацией издательской деятельности старообрядцев после издания в апреле 1905 года императорского Указа об укреплении начал веротерпимости, в 1906 году было возобновлено издания журнала в несколько ином формате и виде. Этап существования журнала 1906—1917 годах был наименее заметным в истории журнала, в 1917 году его тираж не превышал 300 экземпляров. В этот период ряд номеров журнала выходили как бесплатное приложение к еженедельной епархиальной газете «Московские Церковные Ведомости».